# IIHF Challenge Cup of Asia 2018 (ženy)
IIHF Challenge Cup of Asia 2018 (ženy) byl v tomto ročníku po čtyřech letech opět rozdělen do dvou výkonnostních turnajů podle výsledků předchozího ročníku, který se hrál v jedné skupině. Do elitní skupiny byla navíc přizvána Tchajwanská ženská reprezentace do 18 let.

## Elitní skupina
Turnaj výkonnostně nejvyšší elitní skupiny se konal od 8. do 11. března 2018 v hale obchodního centra Empire City Mall v Petaling Jayi nedaleko Kuala Lumpuru v Malajsii. Turnaje se zúčastnila čtyři družstva, která hrála jednokolově každé s každým. Vítězství si připsaly hráčky Tchaj-wanu do 18 let před hráčkami Nového Zélandu do 18 let a Thajskem.

### Výsledky
|    |                  | Tchaj-wan | Nový Zéland | Thajsko | Singapur | V | VP | PP | P | VG | OG | B |
| 1. | Tchaj-wan (18)   | ***       | 4:1         | 5:3     | 12:1     | 3 | 0  | 0  | 0 | 21 | 5  | 9 |
| 2. | Nový Zéland (18) | 1:4       | ***         | 1:0     | 14:3     | 2 | 0  | 0  | 1 | 16 | 7  | 6 |
| 3. | Thajsko          | 3:5       | 0:1         | ***     | 10:1     | 1 | 0  | 0  | 2 | 13 | 7  | 3 |
| 4. | Singapur         | 1:12      | 3:14        | 1:10    | ***      | 0 | 0  | 0  | 3 | 5  | 36 | 0 |

## Divize I
Turnaj výkonnostně nižší skupiny nazvaný divize I podle vzoru mistrovství světa se konal od 6. do 9. března 2018 na stejném místě jako elitní skupina, tj. v hale obchodního centra Empire City Mall v Petaling Jayi nedaleko Kuala Lumpuru v Malajsii. Turnaje se zúčastnila čtyři družstva, která hrála jednokolově každé s každým. Vítězství si připsali domácí hráčky Malajsie před hráčkami Spojených arabských emirátů a Filipín.

### Výsledky
|    |          | Malajsie | SAE | Filipíny | Indie | V | VP | PP | P | VG | OG | B |
| 5. | Malajsie | ***      | 5:3 | 3:1      | 5:0   | 3 | 0  | 0  | 0 | 13 | 4  | 9 |
| 6. | SAE      | 3:5      | *** | 5:4      | 6:1   | 2 | 0  | 0  | 1 | 14 | 10 | 6 |
| 7. | Filipíny | 1:3      | 4:5 | ***      | 6:2   | 1 | 0  | 0  | 2 | 11 | 10 | 3 |
| 8. | Indie    | 0:5      | 1:6 | 2:6      | ***   | 0 | 0  | 0  | 3 | 3  | 17 | 0 |